# A Francia Királyság trónörököseinek listája
Ez a cikk felsorolja a francia trón utódjait, Capet Hugó uralkodásától III. Napóleon uralkodásáig. 

## Az örökösök listája az uralkodóházak szerint

### Capeting-ház

#### Eredeti Capeting-ház
| Héritier                                             | Héritier                                              | A rokoni viszony a királyhoz | Roi                   | Kezdet                                     | Befejezés                             | Időtartam       | A korona várományosai, a trónöröklés rendjében a második helyen rokoni viszony a örököshöz, idő |
| Kép                                                  | Név                                                   | A rokoni viszony a királyhoz | Roi                   | Kezdet                                     | Befejezés                             | Időtartam       | A korona várományosai, a trónöröklés rendjében a második helyen rokoni viszony a örököshöz, idő |
| ---------------------------------------------------- | ----------------------------------------------------- | ---------------------------- | --------------------- | ------------------------------------------ | ------------------------------------- | --------------- | ----------------------------------------------------------------------------------------------- |
|                                                      | Róbert későbbi Róbert II                              | fia                          | Capet Hugó            | 3 június 987 az apja uralkodó lett         | 24 október 996 uralkodó lett          | 9 év            | I. Henrik burgundi herceg a nagybátyja                                                          |
|                                                      | I. Henrik burgundi herceg                             | nagybátyja                   | II. Róbert            | 24 október 996 az unokaöccse születése     | 15 október 1002 meghalt               | 6 év            | nem volt                                                                                        |
| nem volt (1002-1007)                                 |                                                       |                              |                       |                                            |                                       |                 |                                                                                                 |
|                                                      | Hugó                                                  | fia                          | II. Róbert            | 1007 saját születése                       | 17 szeptember 1025 meghalt            | 18 év           | nem volt (1007-1008)                                                                            |
| Henrik a fivere (1008-1025)                          | Hugó                                                  | fia                          | II. Róbert            | 1007 saját születése                       | 17 szeptember 1025 meghalt            | 18 év           |                                                                                                 |
|                                                      | Henrik későbbi I. Henrik                              | fia                          | II. Róbert            | 17 szeptember 1025 a bátyja halála         | 20 július 1031 uralkodó lett          | 6 év            | I. Róbert burgundi herceg a fivere                                                              |
|                                                      | I. Róbert burgundi herceg                             | öccse                        | I. Henrik             | 20 július 1031 a bátyja uralkodó lett      | 23 május 1052 az örökös születése     | 21 év           | Eudes de France a fivere (1031-1034)                                                            |
| Hugues de Bourgogne a fia (1034-1052)                | I. Róbert burgundi herceg                             | öccse                        | I. Henrik             | 20 július 1031 a bátyja uralkodó lett      | 23 május 1052 az örökös születése     | 21 év           |                                                                                                 |
|                                                      | Fülöp későbbi I. Fülöp                                | fia                          | I. Henrik             | 23 május 1052 saját születése              | 4 augusztus 1060 uralkodó lett        | 8 év            | I. Róbert burgundi herceg a nagybátyja (1052-1054)                                              |
| Robert de France a fivere (1054-1060)                | Fülöp későbbi I. Fülöp                                | fia                          | I. Henrik             | 23 május 1052 saját születése              | 4 augusztus 1060 uralkodó lett        | 8 év            |                                                                                                 |
|                                                      | Robert                                                | öccse                        | I. Fülöp              | 4 augusztus 1060 a bátyja uralkodó lett    | 1063 meghalt                          | 3 év            | I. Hugó vermandois-i gróf a fivere                                                              |
|                                                      | I. Hugó vermandois-i gróf                             | öccse                        | I. Fülöp              | 1063 a bátyja halála                       | 1. december 1081 az örökös születése  | 18 év           | I. Róbert burgundi herceg a nagybátyja (1063-1076)                                              |
| I. Hugó burgundi herceg az unokatestvére (1076-1081) | I. Hugó vermandois-i gróf                             | öccse                        | I. Fülöp              | 1063 a bátyja halála                       | 1. december 1081 az örökös születése  | 18 év           |                                                                                                 |
|                                                      | Lajos későbbi Lajos VI                                | fia                          | I. Fülöp              | 1. december 1081 saját születése           | 29 július 1108 uralkodó lett          | 27 év           | I. Hugó vermandois-i gróf a nagybátyja (1081-1083)                                              |
| Henri de France a fivére (1083-1089)                 | Lajos későbbi Lajos VI                                | fia                          | I. Fülöp              | 1. december 1081 saját születése           | 29 július 1108 uralkodó lett          | 27 év           |                                                                                                 |
| Charles de France a fivére (1089-1091)               | Lajos későbbi Lajos VI                                | fia                          | I. Fülöp              | 1. december 1081 saját születése           | 29 július 1108 uralkodó lett          | 27 év           |                                                                                                 |
| Eudes de France a fivére (1091-1094)                 | Lajos későbbi Lajos VI                                | fia                          | I. Fülöp              | 1. december 1081 saját születése           | 29 július 1108 uralkodó lett          | 27 év           |                                                                                                 |
| Fülöp Mantes grófja a féltestvére (1094-1108)        | Lajos későbbi Lajos VI                                | fia                          | I. Fülöp              | 1. december 1081 saját születése           | 29 július 1108 uralkodó lett          | 27 év           |                                                                                                 |
|                                                      | Fülöp Mantes grófja                                   | öccse                        | VI. Lajos             | 29 július 1108 a bátyja uralkodó lett      | 29 augusztus 1116 az örökös születése | 8 év            | Rudolf vermandois-i gróf az unokatestvére                                                       |
|                                                      | Francia Fülöp                                         | fia                          | VI. Lajos             | 29 augusztus 1116 saját születése          | 14 október 1131 meghalt               | 15 év           | Fülöp Mantes grófja a nagybatyja (1116-1120)                                                    |
| Lajos a fivere (1120-1131)                           | Francia Fülöp                                         | fia                          | VI. Lajos             | 29 augusztus 1116 saját születése          | 14 október 1131 meghalt               | 15 év           |                                                                                                 |
|                                                      | Lajos későbbi Lajos VII                               | fia                          | VI. Lajos             | 14 október 1131 a bátyja halála            | 1. augusztus 1137 uralkodó lett       | 6 év            | Henri de France a fivere                                                                        |
|                                                      | Henrik Reims hercegérseke                             | öccse                        | VII. Lajos            | 1. augusztus 1137 a bátyja uralkodó lett   | 21 augusztus 1165 az örökös születése | 28 év           | I. Robert de Dreux a fivere                                                                     |
|                                                      | Fülöp Ágost későbbi II. Fülöp                         | fia                          | VII. Lajos            | 21 augusztus 1165 saját születése          | 18 szeptember 1180 uralkodó lett      | 15 év           | Henrik Reims hercegérseke a nagybatyja (1165-1175)                                              |
| I. Robert de Dreux a nagybatyja (1175-1180)          | Fülöp Ágost későbbi II. Fülöp                         | fia                          | VII. Lajos            | 21 augusztus 1165 saját születése          | 18 szeptember 1180 uralkodó lett      | 15 év           |                                                                                                 |
|                                                      | I. Robert de Dreux                                    | nagybátya                    | II. Fülöp             | 18 szeptember 1180 az unokaöccse születése | 5 szeptember 1187 az örökös születése | 7 év            | II. Robert de Dreux a fia                                                                       |
|                                                      | Capeting Lajos későbbi Lajos VIII                     | fia                          | II. Fülöp             | 5 szeptember 1187 saját születése          | 14 július 1223 uralkodó lett          | 36 év           | I. Robert de Dreux a masodfogú nagybátya (1187-1188)                                            |
| II. Robert de Dreux az unokatestvére (1188-1200)     | Capeting Lajos későbbi Lajos VIII                     | fia                          | II. Fülöp             | 5 szeptember 1187 saját születése          | 14 július 1223 uralkodó lett          | 36 év           |                                                                                                 |
| Philippe de France a fivere (1200-1209)              | Capeting Lajos későbbi Lajos VIII                     | fia                          | II. Fülöp             | 5 szeptember 1187 saját születése          | 14 július 1223 uralkodó lett          | 36 év           |                                                                                                 |
| Philippe de France a fia (1209-1218)                 | Capeting Lajos későbbi Lajos VIII                     | fia                          | II. Fülöp             | 5 szeptember 1187 saját születése          | 14 július 1223 uralkodó lett          | 36 év           |                                                                                                 |
| Capeting Lajos a fia (1218-1223)                     | Capeting Lajos későbbi Lajos VIII                     | fia                          | II. Fülöp             | 5 szeptember 1187 saját születése          | 14 július 1223 uralkodó lett          | 36 év           |                                                                                                 |
|                                                      | Capeting Lajos későbbi Lajos IX                       | fia                          | VIII. Lajos           | 14 július 1223 az apja uralkodó lett       | 8 november 1226 uralkodó lett         | 3 év            | Róbert, Artois grófja a fivere                                                                  |
|                                                      | Róbert, Artois grófja                                 | öccse                        | IX. Lajos             | 8 november 1226 a bátyja uralkodó lett     | 25 február 1244 az örökös születése   | 17 év           | Jean, comte d'Anjou a fivere (1226-1232)                                                        |
| Alphonse de Poitiers a fivere (1232-1244)            | Róbert, Artois grófja                                 | öccse                        | IX. Lajos             | 8 november 1226 a bátyja uralkodó lett     | 25 február 1244 az örökös születése   | 17 év           |                                                                                                 |
|                                                      | Capeting Lajos                                        | fia                          | IX. Lajos             | 24 február 1244 sajat születése            | 11 január 1260 meghalt                | 16 év           | Róbert, Artois grófja a nagybatyja (1244-1245)                                                  |
| Capeting Fülöp a fivere (1245-1260)                  | Capeting Lajos                                        | fia                          | IX. Lajos             | 24 február 1244 sajat születése            | 11 január 1260 meghalt                | 16 év           |                                                                                                 |
|                                                      | Capeting Fülöp későbbi III. Fülöp                     | fia                          | IX. Lajos             | 11 január 1260 a bátyja halála             | 25 augusztus 1270 uralkodó lett       | 10 ans          | Jean Tristan de Valois a fivere (1260-1264)                                                     |
| Capeting Lajos a fia (1264-1270)                     | Capeting Fülöp későbbi III. Fülöp                     | fia                          | IX. Lajos             | 11 január 1260 a bátyja halála             | 25 augusztus 1270 uralkodó lett       | 10 ans          |                                                                                                 |
|                                                      | Capeting Lajos                                        | fia                          | III. Fülöp            | 25 augusztus 1270 az apja uralkodó lett    | május 1276 meghalt                    | 6 év            | Capeting Fülöp a fivere                                                                         |
|                                                      | Capeting Fülöp későbbi IV. Fülöp                      | fia                          | III. Fülöp            | május 1276 a bátyja halála                 | 5 október 1285 uralkodó lett          | 8 és fél év     | Charles de France, comte de Valois a fivere                                                     |
|                                                      | Charles de France, comte de Valois                    | öccse                        | IV. Fülöp             | 5 október 1285 a bátyja uralkodó lett      | 4 október 1289 az örökös születése    | 4 év            | I. Lajos évreux-i gróf a fivere                                                                 |
|                                                      | Capeting Lajos későbbi X. Lajos                       | fia                          | IV. Fülöp             | 4 október 1289 sajat születése             | 29 november 1314 uralkodó lett        | 25 év           | Charles de Valois a nagybatyja (1289-1293)                                                      |
| Capeting Fülöp a fivere (1293-1314)                  | Capeting Lajos későbbi X. Lajos                       | fia                          | IV. Fülöp             | 4 október 1289 sajat születése             | 29 november 1314 uralkodó lett        | 25 év           |                                                                                                 |
|                                                      | Capeting Fülöp, comte de Poitiers későbbi V. Fülöp    | öccse                        | X. Lajos              | 29 november 1314 a bátyja uralkodó lett    | 5 június 1316 régens lett             | 1 és egy fél év | Capeting Károly, comte de la Marche a fivere                                                    |
| nem volt (június-november 1316)                      |                                                       |                              |                       |                                            |                                       |                 |                                                                                                 |
|                                                      | Capeting Fülöp, comte de Poitiers későbbi V. Fülöp    | nagybátya                    | I. (Utószülött) János | 14 november 1316 az unokaöccse születése   | 19 november 1316 uralkodó lett        | öt nap          | Philippe de Poitiers a fia                                                                      |
|                                                      | Philippe de France                                    | fia                          | V. Fülöp              | 19 november 1316 az apja uralkodó lett     | 24 február 1317 meghalt               | 3 hónap         | Capeting Károly, comte de la Marche a nagybatyja                                                |
|                                                      | Capeting Károly, comte de la Marche későbbi Károly IV | öccse                        | V. Fülöp              | 24 február 1317 az örökös halála           | 3 január 1322 uralkodó lett           | 5 év            | Philippe de France, comte de la Marche a fia                                                    |
|                                                      | Philippe de France, comte de la Marche                | fia                          | IV. Károly            | 3 január 1322 az apja uralkodó lett        | 24 március 1322 meghalt               | 2 és fél hónap  | Charles de France, comte de Valois a masodfogú nagybátya                                        |
|                                                      | Charles de France, comte de Valois                    | nagybátya                    | IV. Károly            | 24 március 1322 az örökös halála           | 20 március 1324 az örökös születése   | 2 év            | Valois Fülöp Maine és Anjou hercege a fia                                                       |
|                                                      | Louis de France                                       | fia                          | IV. Károly            | 20 március 1324 saját születése            | 21 március 1324 meghalt               | egy nap         | Charles de France, comte de Valois a masodfogú nagybátya                                        |
|                                                      | Charles de Valois                                     | nagybátya                    | IV. Károly            | 21 március 1324 az örökös halála           | 16 december 1325 meghalt              | 1 és egy fél év | Valois Fülöp, Maine és Anjou hercege a fia                                                      |
|                                                      | Valois Fülöp későbbi VI. Fülöp                        | cousin                       | IV. Károly            | 16 december 1325 a apja halála             | 1. április 1328 uralkodó lett         | 2 és fél év     | Valois János, duc de Normandie a fia                                                            |

#### Valois-ház
| Héritier                                                                     | Héritier                                                   | A rokoni viszony a királyhoz                               | Roi          | Kezdet                                       | Befejezés                              | Időtartam       | A korona várományosai, a trónöröklés rendjében a második helyen rokoni viszony a örököshöz, idő |
| Kép                                                                          | Név                                                        | A rokoni viszony a királyhoz                               | Roi          | Kezdet                                       | Befejezés                              | Időtartam       | A korona várományosai, a trónöröklés rendjében a második helyen rokoni viszony a örököshöz, idő |
| ---------------------------------------------------------------------------- | ---------------------------------------------------------- | ---------------------------------------------------------- | ------------ | -------------------------------------------- | -------------------------------------- | --------------- | ----------------------------------------------------------------------------------------------- |
|                                                                              | Valois János, duc de Normandie későbbi II. János           | fia                                                        | VI. Fülöp    | 1. április 1328 az apja uralkodó lett        | 22 augusztus 1350 uralkodó lett        | 22 év           | Valois Károly Alençon grófja a nagybatyja (1328-1330)                                           |
| Louis de France a fivere (1330)                                              | Valois János, duc de Normandie későbbi II. János           | fia                                                        | VI. Fülöp    | 1. április 1328 az apja uralkodó lett        | 22 augusztus 1350 uralkodó lett        | 22 év           |                                                                                                 |
| Valois Károly Alençon grófja a nagybatyja (1330-1333)                        | Valois János, duc de Normandie későbbi II. János           | fia                                                        | VI. Fülöp    | 1. április 1328 az apja uralkodó lett        | 22 augusztus 1350 uralkodó lett        | 22 év           |                                                                                                 |
| Jean de France a fivere (1333)                                               | Valois János, duc de Normandie későbbi II. János           | fia                                                        | VI. Fülöp    | 1. április 1328 az apja uralkodó lett        | 22 augusztus 1350 uralkodó lett        | 22 év           |                                                                                                 |
| Valois Károly Alençon grófja a nagybatyja (1333-1336)                        | Valois János, duc de Normandie későbbi II. János           | fia                                                        | VI. Fülöp    | 1. április 1328 az apja uralkodó lett        | 22 augusztus 1350 uralkodó lett        | 22 év           |                                                                                                 |
| Valois Fülöp orléans-i herceg a fivere (1336-1338)                           | Valois János, duc de Normandie későbbi II. János           | fia                                                        | VI. Fülöp    | 1. április 1328 az apja uralkodó lett        | 22 augusztus 1350 uralkodó lett        | 22 év           |                                                                                                 |
| Valois Károly a fia (1338-1350)                                              | Valois János, duc de Normandie későbbi II. János           | fia                                                        | VI. Fülöp    | 1. április 1328 az apja uralkodó lett        | 22 augusztus 1350 uralkodó lett        | 22 év           |                                                                                                 |
|                                                                              | Valois Károly, Franciaország dauphinje későbbi Károly V    | fia                                                        | II. János    | 22 augusztus 1350 az apja uralkodó lett      | 8 április 1364 uralkodó lett           | 14 év           | Valois Lajos, duc d'Anjou a fivere (1350-1359)                                                  |
| Jean de France a fia (1359-1364)                                             | Valois Károly, Franciaország dauphinje későbbi Károly V    | fia                                                        | II. János    | 22 augusztus 1350 az apja uralkodó lett      | 8 április 1364 uralkodó lett           | 14 év           |                                                                                                 |
| Valois Lajos, duc d'Anjou a fivere (1364)                                    | Valois Károly, Franciaország dauphinje későbbi Károly V    | fia                                                        | II. János    | 22 augusztus 1350 az apja uralkodó lett      | 8 április 1364 uralkodó lett           | 14 év           |                                                                                                 |
|                                                                              | Valois Lajos, duc d'Anjou                                  | öccse                                                      | V. Károly    | 8 április 1364 a bátyja uralkodó lett        | 3 december 1368 a dauphin születése    | 4 év            | Valois János, duc de Berry a fivere                                                             |
|                                                                              | Valois Károly, Franciaország dauphinje későbbi Károly VI   | fia                                                        | V. Károly    | 3 december 1368 saját születése              | 16 szeptember 1380 uralkodó lett       | 12 év           | Valois Lajos, duc d'Anjou a nagybatyja (1368-1372)                                              |
| Lajos orléans-i herceg, duc de Touraine a fivere (1372-1380)                 | Valois Károly, Franciaország dauphinje későbbi Károly VI   | fia                                                        | V. Károly    | 3 december 1368 saját születése              | 16 szeptember 1380 uralkodó lett       | 12 év           |                                                                                                 |
|                                                                              | Lajos orléans-i herceg                                     | öccse                                                      | VI. Károly   | 16 szeptember 1380 a bátyja uralkodó lett    | 25 szeptember 1386 a dauphin születése | 6 év            | Valois Lajos, duc d'Anjou a nagybatyja (1380-1384)                                              |
| Louis d'Anjou az unokatestvére (1384-1386)                                   | Lajos orléans-i herceg                                     | öccse                                                      | VI. Károly   | 16 szeptember 1380 a bátyja uralkodó lett    | 25 szeptember 1386 a dauphin születése | 6 év            |                                                                                                 |
|                                                                              | Valois Károly Franciaország dauphinje                      | fia                                                        | VI. Károly   | 25 szeptember 1386 sajat születése           | 28 december 1386 meghalt               | 3 hónap         | Lajos orléans-i herceg a nagybatyja                                                             |
|                                                                              | Lajos orléans-i herceg                                     | öccse                                                      | VI. Károly   | 28 december 1386 a dauphin születése         | 6 február 1392 a dauphin születése     | 5 év            | Louis d'Anjou az unokatestvére                                                                  |
|                                                                              | Valois Károly Franciaország dauphinje                      | fia                                                        | VI. Károly   | 6 február 1392 saját születése               | 13 január 1401 meghalt                 | 9 év            | Lajos orléans-i herceg a nagybatyja (1392-1397)                                                 |
| Valois Lajos guyenne-i herceg a fivere (1397-1401)                           | Valois Károly Franciaország dauphinje                      | fia                                                        | VI. Károly   | 6 február 1392 saját születése               | 13 január 1401 meghalt                 | 9 év            |                                                                                                 |
|                                                                              | Valois Lajos guyenne-i herceg Franciaország dauphinje      | fia                                                        | VI. Károly   | 13 január 1401 a bátyja halála               | 18 december 1415 meghalt               | 15 év           | Valois János touraine-i herceg a fivere                                                         |
|                                                                              | Valois János touraine-i herceg, Franciaország dauphinje    | fia                                                        | VI. Károly   | 18 december 1415 a bátyja halála             | 4 április 1417 meghalt                 | 1 és egy fél év | Valois Károly, comte de Ponthieu a fivere                                                       |
|                                                                              | Valois Károly, Franciaország dauphinje későbbi Károly VII  | fia                                                        | VI. Károly   | 4 április 1417 a bátyja halála               | 21 október 1422 uralkodó lett          | 5 év            | Károly orléans-i herceg az unokatestvére                                                        |
|                                                                              | Károly orléans-i herceg                                    | cousin                                                     | VII. Károly  | 21 október 1422 VII. Károly uralkodó lett    | 3 július 1423 a dauphin születése      | 9 hónap         | Orléans-i János angoulême-i gróf a fivere                                                       |
|                                                                              | Valois Lajos, Franciaország dauphinje későbbi XI. Lajos    | fia                                                        | VII. Károly  | 3 július 1423 sajat születése                | 22 július 1461 uralkodó lett           | 38 év           | Károly orléans-i herceg az unokatestvére (1423-1426)                                            |
| Jean de France a fivere (1426)                                               | Valois Lajos, Franciaország dauphinje későbbi XI. Lajos    | fia                                                        | VII. Károly  | 3 július 1423 sajat születése                | 22 július 1461 uralkodó lett           | 38 év           |                                                                                                 |
| Károly orléans-i herceg az unokatestvére (1426-1432)                         | Valois Lajos, Franciaország dauphinje későbbi XI. Lajos    | fia                                                        | VII. Károly  | 3 július 1423 sajat születése                | 22 július 1461 uralkodó lett           | 38 év           |                                                                                                 |
| Jacques de France a fivere (1432-1437)                                       | Valois Lajos, Franciaország dauphinje későbbi XI. Lajos    | fia                                                        | VII. Károly  | 3 július 1423 sajat születése                | 22 július 1461 uralkodó lett           | 38 év           |                                                                                                 |
| Károly orléans-i herceg az unokatestvére (1437-1446)                         | Valois Lajos, Franciaország dauphinje későbbi XI. Lajos    | fia                                                        | VII. Károly  | 3 július 1423 sajat születése                | 22 július 1461 uralkodó lett           | 38 év           |                                                                                                 |
| Valois Károly a fivere (1446-1458)                                           | Valois Lajos, Franciaország dauphinje későbbi XI. Lajos    | fia                                                        | VII. Károly  | 3 július 1423 sajat születése                | 22 július 1461 uralkodó lett           | 38 év           |                                                                                                 |
| Louis de France a fia (1458-1460)                                            | Valois Lajos, Franciaország dauphinje későbbi XI. Lajos    | fia                                                        | VII. Károly  | 3 július 1423 sajat születése                | 22 július 1461 uralkodó lett           | 38 év           |                                                                                                 |
| Valois Károly a fivere (1460-1461)                                           | Valois Lajos, Franciaország dauphinje későbbi XI. Lajos    | fia                                                        | VII. Károly  | 3 július 1423 sajat születése                | 22 július 1461 uralkodó lett           | 38 év           |                                                                                                 |
|                                                                              | Valois Károly, duc de Berry                                | öccse                                                      | XI. Lajos    | 22 július 1461 Lajos XI. uralkodó lett       | 4 december 1466 a dauphin születése    | 5 év            | Károly orléans-i herceg az unokatestvére (1461-1465)                                            |
| Lajos orléans-i herceg, az unokatestvére (1465-1466)                         | Valois Károly, duc de Berry                                | öccse                                                      | XI. Lajos    | 22 július 1461 Lajos XI. uralkodó lett       | 4 december 1466 a dauphin születése    | 5 év            |                                                                                                 |
|                                                                              | Valois Ferenc, Franciaország dauphinje                     | fia                                                        | XI. Lajos    | 4 december 1466 sajat születése              | 4 december 1466 meghalt                | /               | Valois Károly, duc de Berry a nagybatyja                                                        |
|                                                                              | Valois Károly, duc de Berry                                | öccse                                                      | XI. Lajos    | 4 december 1466 a dauphin születése          | 30 június 1470 a dauphin születése     | 3 év            | Lajos orléans-i herceg az unokatestvére                                                         |
|                                                                              | Valois Károly, Franciaország dauphinje későbbi Károly VIII | a fia                                                      | XI. Lajos    | 30 június 1470 saját születése               | 30 augusztus 1483 uralkodó lett        | 13 év           | Valois Károly, duc de Berry a nagybatyja (1470-1472)                                            |
| Lajos orléans-i herceg az unokatestvére(mai-szeptember 1472)                 | Valois Károly, Franciaország dauphinje későbbi Károly VIII | a fia                                                      | XI. Lajos    | 30 június 1470 saját születése               | 30 augusztus 1483 uralkodó lett        | 13 év           |                                                                                                 |
| François de France a fivere (1472-1473)                                      | Valois Károly, Franciaország dauphinje későbbi Károly VIII | a fia                                                      | XI. Lajos    | 30 június 1470 saját születése               | 30 augusztus 1483 uralkodó lett        | 13 év           |                                                                                                 |
| Lajos orléans-i herceg az unokatestvére (1473-1483)                          | Valois Károly, Franciaország dauphinje későbbi Károly VIII | a fia                                                      | XI. Lajos    | 30 június 1470 saját születése               | 30 augusztus 1483 uralkodó lett        | 13 év           |                                                                                                 |
|                                                                              | Lajos orléans-i herceg későbbi XII. Lajos                  | unokatestvére, királyi vérből való herceg (prince du sang) | VIII. Károly | 30 augusztus 1483 Károly VIII. uralkodó lett | 11 október 1492 a dauphin születése    | 12 év           | Valois Károly angoulême-i gróf az unokatestvére                                                 |
|                                                                              | Valois Károly Lóránt                                       | fia                                                        | VIII. Károly | 11 október 1492 saját születése              | 6 december 1495 meghalt                | 3 év            | Lajos orléans-i herceg az unokatestvére                                                         |
|                                                                              | Lajos orléans-i herceg későbbi XII. Lajos                  | unokatestvére, királyi vérből való herceg (prince du sang) | VIII. Károly | 6 december 1495 a dauphin születése          | 8 szeptember 1496 a dauphin születése  | 8 hónap         | Valois Károly angoulême-i gróf az unokatestvére (1495-1496)                                     |
| Orléans-i Ferenc, comte d'Angoulême az unokatestvére(január-szeptember 1496) | Lajos orléans-i herceg későbbi XII. Lajos                  | unokatestvére, királyi vérből való herceg (prince du sang) | VIII. Károly | 6 december 1495 a dauphin születése          | 8 szeptember 1496 a dauphin születése  | 8 hónap         |                                                                                                 |
|                                                                              | Valois Károly, Franciaország dauphinje                     | fia                                                        | VIII. Károly | 8 szeptember 1496 sajat születése            | 2 október 1496 meghalt                 | 3 hét           | Lajos orléans-i herceg az unokatestvére                                                         |
|                                                                              | Lajos orléans-i herceg későbbi XII. Lajos                  | unokatestvére, királyi vérből való herceg (prince du sang) | VIII. Károly | 2 október 1496 a dauphin születése           | július 1497 a dauphin születése        | 9 hónap         | Orléans-i Ferenc, comte d'Angoulême az unokatestvére                                            |
|                                                                              | Valois Ferenc                                              | fia                                                        | VIII. Károly | július 1497 sajat születése                  | július 1497 meghalt                    | /               | Lajos orléans-i herceg az unokatestvére                                                         |
|                                                                              | Lajos orléans-i herceg későbbi XII. Lajos                  | unokatestvére, királyi vérből való herceg (prince du sang) | VIII. Károly | július 1497 a dauphin születése              | 7 április 1498 uralkodó lett           | 9 hónap         | Orléans-i Ferenc, comte d'Angoulême az unokatestvére                                            |

##### Valois-Orléans ág
| Héritier | Héritier                                              | A rokoni viszony a királyhoz                               | Roi        | Kezdet                           | Befejezés                    | Időtartam | A korona várományosai, a trónöröklés rendjében a második helyen rokoni viszony a örököshöz, idő |
| Kép      | Név                                                   | A rokoni viszony a királyhoz                               | Roi        | Kezdet                           | Befejezés                    | Időtartam | A korona várományosai, a trónöröklés rendjében a második helyen rokoni viszony a örököshöz, idő |
| -------- | ----------------------------------------------------- | ---------------------------------------------------------- | ---------- | -------------------------------- | ---------------------------- | --------- | ----------------------------------------------------------------------------------------------- |
|          | Orléans-i Ferenc, comte d'Angoulême későbbi I. Ferenc | unokatestvére, királyi vérből való herceg (prince du sang) | XII. Lajos | 7 április 1498 Lajos király lett | 1. január 1515 uralkodó lett | 16 év     | Charles de Valois, duc d'Alençon az unokatestvére                                               |

##### Valois-Angoulême ág
| Héritier                                                                   | Héritier                                                  | A rokoni viszony a királyhoz                                            | Roi         | Kezdet                                               | Befejezés                                   | Időtartam                                       | A korona várományosai, a trónöröklés rendjében a második helyen rokoni viszony a örököshöz, idő |
| Kép                                                                        | Név                                                       | A rokoni viszony a királyhoz                                            | Roi         | Kezdet                                               | Befejezés                                   | Időtartam                                       | A korona várományosai, a trónöröklés rendjében a második helyen rokoni viszony a örököshöz, idő |
| -------------------------------------------------------------------------- | --------------------------------------------------------- | ----------------------------------------------------------------------- | ----------- | ---------------------------------------------------- | ------------------------------------------- | ----------------------------------------------- | ----------------------------------------------------------------------------------------------- |
|                                                                            | Charles de Valois, duc d'Alençon                          | unokatestvére, királyi vérből való herceg (prince du sang)              | I. Ferenc   | 1. január 1515 I. Ferenc uralkodó lett               | 28 február 1518 a dauphin születése         | 3 év                                            | Bourbon Károly, Montpensier grófja az unokatestvére                                             |
|                                                                            | Valois Ferenc, Franciaország dauphinje                    | fia                                                                     | I. Ferenc   | 28 február 1518 sajat születése                      | 10 augusztus 1536 meghalt                   | 18 év                                           | Charles de Valois, duc d'Alençon az unokatestvére (1518-1519)                                   |
| Valois Henrik, Orléans hercege a fivere (1519-1536)                        | Valois Ferenc, Franciaország dauphinje                    | fia                                                                     | I. Ferenc   | 28 február 1518 sajat születése                      | 10 augusztus 1536 meghalt                   | 18 év                                           |                                                                                                 |
|                                                                            | Valois Henrik, Franciaország dauphinje későbbi II. Henrik | fia                                                                     | I. Ferenc   | 10 augusztus 1536 a dauphin születése François       | 31 március 1547 uralkodó lett               | 10 év                                           | II. Károly orléans-i herceg a fivere (1536-1544)                                                |
| Valois Ferenc a fia (1544-1547)                                            | Valois Henrik, Franciaország dauphinje későbbi II. Henrik | fia                                                                     | I. Ferenc   | 10 augusztus 1536 a dauphin születése François       | 31 március 1547 uralkodó lett               | 10 év                                           |                                                                                                 |
|                                                                            | Valois Ferenc, Franciaország dauphinje későbbi Ferenc II  | fia                                                                     | II. Henrik  | 31 március 1547 az apja uralkodó lett Henri au trône | 10 július 1559 uralkodó lett                | 12 év                                           | Bourbon Antal navarrai király, duc de Vendôme az unokatestvére (1547-1549)                      |
| Lajos orléans-i herceg a fivere (1549-1550)                                | Valois Ferenc, Franciaország dauphinje későbbi Ferenc II  | fia                                                                     | II. Henrik  | 31 március 1547 az apja uralkodó lett Henri au trône | 10 július 1559 uralkodó lett                | 12 év                                           |                                                                                                 |
| Bourbon Antal navarrai király, duc de Vendôme az unokatestvére (1549-1550) | Valois Ferenc, Franciaország dauphinje későbbi Ferenc II  | fia                                                                     | II. Henrik  | 31 március 1547 az apja uralkodó lett Henri au trône | 10 július 1559 uralkodó lett                | 12 év                                           |                                                                                                 |
| Valois Károly a fivere (1550-1559)                                         | Valois Ferenc, Franciaország dauphinje későbbi Ferenc II  | fia                                                                     | II. Henrik  | 31 március 1547 az apja uralkodó lett Henri au trône | 10 július 1559 uralkodó lett                | 12 év                                           |                                                                                                 |
|                                                                            | Valois Károly, Orléans hercege későbbi Károly IX          | öccse                                                                   | II. Ferenc  | 10 július 1559 a bátyja uralkodó lett                | 5 december 1560 uralkodó lett               | 16 mois                                         | Valois Henrik, duc d'Angoulême a fivere                                                         |
|                                                                            | Valois Henrik, duc d'Anjou későbbi III. Henrik            | öccse                                                                   | IX. Károly  | 5 december 1560 a bátyja uralkodó lett               | 30 május 1574 uralkodó lett                 | 14 év                                           | Ferenc alençoni herceg, duc d'Anjou a fivere                                                    |
|                                                                            | Ferenc alençoni herceg, duc d'Anjou                       | öccse                                                                   | III. Henrik | 30 május 1574 a bátyja uralkodó lett                 | 10 június 1584 meghalt                      | 10 év                                           | III. Henrik, navarrai király az unokatestvére                                                   |
|                                                                            | III. Henrik, navarrai király későbbi IV. Henrik           | unokatestvére, királyi vérből való herceg (prince du sang)              | III. Henrik | 10 június 1584 décès du frère d'Henri III            | 18 július 1585 a Nemours-i ediktum aláírása | I. Charles de Bourbon roueni érsek a nagybatyja |                                                                                                 |
|                                                                            | I. Charles de Bourbon roueni érsek                        | unokatestvére, királyi vérből való első herceg (premier prince du sang) | III. Henrik | 18 július 1585 signature du traité de Nemours        | 24 december 1588 börtönbe került            | 4 év                                            | I. Ferenc Conti hercege az unokaöccse                                                           |
|                                                                            | III. Henrik, navarrai király későbbi IV. Henrik           | unokatestvére, királyi vérből való első herceg (premier prince du sang) | III. Henrik | 30 április 1589 plessis-lès-tours-i szerződés        | 2 augusztus 1589 uralkodó lett              | 3 hónap                                         | nem volt                                                                                        |

#### Bourbon-ház
| Héritier | Héritier                                                         | A rokoni viszony a királyhoz                                            | Roi         | Kezdet                                              | Befejezés                                            | Időtartam | A korona várományosai, a trónöröklés rendjében a második helyen rokoni viszony a örököshöz, idő |
| Kép | Név                                                              | A rokoni viszony a királyhoz                                            | Roi         | Kezdet                                              | Befejezés                                            | Időtartam | A korona várományosai, a trónöröklés rendjében a második helyen rokoni viszony a örököshöz, idő |
| --- | ---------------------------------------------------------------- | ----------------------------------------------------------------------- | ----------- | --------------------------------------------------- | ---------------------------------------------------- | --------- | ----------------------------------------------------------------------------------------------- |
| Bizonytalan utódlás (1589-1596) |                                                                  |                                                                         |             |                                                     |                                                      |           |                                                                                                 |
| | II. Bourbon Henrik, Condé hercege                                | unokatestvére, királyi vérből való első herceg (premier prince du sang) | IV. Henrik  | 24 július 1596 désigné héritier                     | 27 szeptember 1601 a dauphin születése               | 5 év      | I. Ferenc Conti hercege a nagybatyja                                                            |
| | Bourbon Lajos, Franciaország dauphinje későbbi XIII. Lajos       | fia                                                                     | IV. Henrik  | 27 szeptember 1601 sajat születése                  | 14 május 1610 uralkodó lett                          | 9 év      | II. Bourbon Henrik, Condé hercege az unokatestvére (1601-1607)                                  |
| Miklós, Orléans hercege, a fivere (1607-1610) | Bourbon Lajos, Franciaország dauphinje későbbi XIII. Lajos       | fia                                                                     | IV. Henrik  | 27 szeptember 1601 sajat születése                  | 14 május 1610 uralkodó lett                          | 9 év      |                                                                                                 |
| | Miklós, Orléans hercege                                          | öccse                                                                   | XIII. Lajos | 14 május 1610 avènement du roi Louis XIII           | 17 november 1611 meghalt                             | egy év    | Gaston orléans-i herceg a fivere                                                                |
| | Gaston orléans-i herceg                                          | öccse                                                                   | XIII. Lajos | 17 november 1611 le a bátyja halála                 | 5 szeptember 1638 a dauphin születése                | 26 év     | II. Bourbon Henrik, Condé hercege az unokatestvére                                              |
| | Bourbon Lajos későbbi XIV. Lajos                                 | fia                                                                     | XIII. Lajos | 5 szeptember 1638 sajat születése                   | 14 május 1643 uralkodó lett                          | 4 év      | Gaston orléans-i herceg a nagybatyja (1638-1640)                                                |
| Bourbon Fülöp, duc d'Anjou a fivere (1640-1643) | Bourbon Lajos későbbi XIV. Lajos                                 | fia                                                                     | XIII. Lajos | 5 szeptember 1638 sajat születése                   | 14 május 1643 uralkodó lett                          | 4 év      |                                                                                                 |
| | Bourbon Fülöp, duc d'Orléév                                      | öccse                                                                   | XIV. Lajos  | 14 május 1643 a bátyja uralkodó lett                | 1. november 1661 a dauphin születése                 | 18 év     | Gaston orléans-i herceg a nagybatyja (1643-1660)                                                |
| Bourbon Lajos, Enghien hercege, prince de Condé az unokatestvére (1660-1661)                                                                                                | Bourbon Fülöp, duc d'Orléév                                      | öccse                                                                   | XIV. Lajos  | 14 május 1643 a bátyja uralkodó lett                | 1. november 1661 a dauphin születése                 | 18 év     |                                                                                                 |
| | Bourbon Lajos, Franciaország dauphinje le Grand Dauphin          | fia                                                                     | XIV. Lajos  | 1. november 1661 saját születése                    | 14 április 1711 meghalt                              | 49 év     | Bourbon Fülöp, Orléans hercege a nagybatyja (1661-1668)                                         |
| Fülöp Lajos, Anjou hercege a fivere (1668-1671) | Bourbon Lajos, Franciaország dauphinje le Grand Dauphin          | fia                                                                     | XIV. Lajos  | 1. november 1661 saját születése                    | 14 április 1711 meghalt                              | 49 év     |                                                                                                 |
| Bourbon Fülöp, Orléans hercege a nagybatyja (1671-1672) | Bourbon Lajos, Franciaország dauphinje le Grand Dauphin          | fia                                                                     | XIV. Lajos  | 1. november 1661 saját születése                    | 14 április 1711 meghalt                              | 49 év     |                                                                                                 |
| Lajos Ferenc, Anjou hercege a fivere (június – november 1672) | Bourbon Lajos, Franciaország dauphinje le Grand Dauphin          | fia                                                                     | XIV. Lajos  | 1. november 1661 saját születése                    | 14 április 1711 meghalt                              | 49 év     |                                                                                                 |
| Bourbon Fülöp, Orléans hercege a nagybatyja (1672-1682) | Bourbon Lajos, Franciaország dauphinje le Grand Dauphin          | fia                                                                     | XIV. Lajos  | 1. november 1661 saját születése                    | 14 április 1711 meghalt                              | 49 év     |                                                                                                 |
| Bourbon Lajos, duc de Bourgogne a fia (1682-1711) | Bourbon Lajos, Franciaország dauphinje le Grand Dauphin          | fia                                                                     | XIV. Lajos  | 1. november 1661 saját születése                    | 14 április 1711 meghalt                              | 49 év     |                                                                                                 |
| | Bourbon Lajos, Franciaország dauphinje le Petit Dauphin          | az unokaja                                                              | XIV. Lajos  | 14 április 1711 a apja halála                       | 18 február 1712 meghalt                              | 10 hónap  | Lajos, Bretagne hercege a fia                                                                   |
| | Lajos, Bretagne hercege, Franciaország dauphinje                 | a dédunokaja                                                            | XIV. Lajos  | 18 február 1712 a apja halála                       | 8 március 1712 meghalt                               | 1 hónap   | Bourbon Lajos a fivere                                                                          |
| Bizonytalan utódlás (1712-1751) – az Anjou herceg (a spanyol király) követői számára V. Fülöp 1712-ben való lemondása semmis volt, és az utódlás a következőképpen alakult: |                                                                  |                                                                         |             |                                                     |                                                      |           |                                                                                                 |
| | Bourbon Lajos, Franciaország dauphinje későbbi XV. Lajos         | a dédunokaja                                                            | XIV. Lajos  | 8 március 1712 a bátyja halála                      | 1. szeptember 1715 uralkodó lett                     | 3 év      | V. Fülöp spanyol király a nagybatyja                                                            |
| | V. Fülöp spanyol király                                          | nagybátya                                                               | XV. Lajos   | 1. szeptember 1715 az unokaöccse születése Louis XV | 4 szeptember 1729 a dauphin születése                | 14 év     | Bourbon-i Lajos, Asztúriai herceg, majd spanyol király a fia (1715-1724)                        |
| Bourbon-i Ferdinánd, Asztúriai herceg a fia (1724-1729) | V. Fülöp spanyol király                                          | nagybátya                                                               | XV. Lajos   | 1. szeptember 1715 az unokaöccse születése Louis XV | 4 szeptember 1729 a dauphin születése                | 14 év     |                                                                                                 |
| | Bourbon Lajos Ferdinánd                                          | fia                                                                     | XV. Lajos   | 4 szeptember 1729 saját születése                   | 20 december 1765 meghalt                             | 36 év     | V. Fülöp spanyol király a masodfogú nagybátya                                                   |
| Fülöp Lajos, Anjou hercege a fivere (1730-1733) | Bourbon Lajos Ferdinánd                                          | fia                                                                     | XV. Lajos   | 4 szeptember 1729 saját születése                   | 20 december 1765 meghalt                             | 36 év     |                                                                                                 |
| V. Fülöp spanyol király a masodfogú nagybátya (1733-1746) | Bourbon Lajos Ferdinánd                                          | fia                                                                     | XV. Lajos   | 4 szeptember 1729 saját születése                   | 20 december 1765 meghalt                             | 36 év     |                                                                                                 |
| VI. Ferdinánd spanyol király az unokatestvére (1746-1751) | Bourbon Lajos Ferdinánd                                          | fia                                                                     | XV. Lajos   | 4 szeptember 1729 saját születése                   | 20 december 1765 meghalt                             | 36 év     |                                                                                                 |
| Bizonytalan utódlás (1712-1751) – az Orleans-i ház követői számára érvényes volt V Fülöp 1712-ben való lemondása, és az utódlás a következő volt: :                         |                                                                  |                                                                         |             |                                                     |                                                      |           |                                                                                                 |
| | Bourbon Lajos későbbi XV. Lajos                                  | a dédunokaja                                                            | XIV. Lajos  | 8 március 1712 a bátyja halála                      | 1. szeptember 1715 uralkodó lett                     | 3 év      | V. Fülöp spanyol király a nagybatyja (mars-november 1712)                                       |
| Károly, Berry hercege a nagybatyja (1712-1714) | Bourbon Lajos későbbi XV. Lajos                                  | a dédunokaja                                                            | XIV. Lajos  | 8 március 1712 a bátyja halála                      | 1. szeptember 1715 uralkodó lett                     | 3 év      |                                                                                                 |
| I. Fülöp orléans-i herceg az unokatestvére (1714-1715) | Bourbon Lajos későbbi XV. Lajos                                  | a dédunokaja                                                            | XIV. Lajos  | 8 március 1712 a bátyja halála                      | 1. szeptember 1715 uralkodó lett                     | 3 év      |                                                                                                 |
| | I. Fülöp orléans-i herceg                                        | cousin                                                                  | XV. Lajos   | 1. szeptember 1715 az unokaöccse születése Louis XV | 2 december 1723 meghalt                              | 8 év      | Lajos, Chartres hercege a fia                                                                   |
| | Lajos, Chartres hercege                                          | unokatestvére, királyi vérből való első herceg (premier prince du sang) | XV. Lajos   | 2 december 1723 a apja halála                       | 4 szeptember 1729 a dauphin születése                | 6 év      | Louis de Bourbon, prince de Condé az unokatestvére (1723-1725)                                  |
| I. Orléans-i Lajos Fülöp, Chartres hercege a fia (1725-1729) | Lajos, Chartres hercege                                          | unokatestvére, királyi vérből való első herceg (premier prince du sang) | XV. Lajos   | 2 december 1723 a apja halála                       | 4 szeptember 1729 a dauphin születése                | 6 év      |                                                                                                 |
| | Bourbon Lajos Ferdinánd                                          | fia                                                                     | XV. Lajos   | 4 szeptember 1729 saját születése                   | 20 december 1765 meghalt                             | 36 év     | Lajos, Chartres hercege az unokatestvére (1729-1730)                                            |
| Fülöp Lajos, Anjou hercege a fivere (1730-1733) | Bourbon Lajos Ferdinánd                                          | fia                                                                     | XV. Lajos   | 4 szeptember 1729 saját születése                   | 20 december 1765 meghalt                             | 36 év     |                                                                                                 |
| Lajos, Chartres hercege az unokatestvére (1733-1746) | Bourbon Lajos Ferdinánd                                          | fia                                                                     | XV. Lajos   | 4 szeptember 1729 saját születése                   | 20 december 1765 meghalt                             | 36 év     |                                                                                                 |
| Lajos, Chartres hercege az unokatestvére (1746-1751) | Bourbon Lajos Ferdinánd                                          | fia                                                                     | XV. Lajos   | 4 szeptember 1729 saját születése                   | 20 december 1765 meghalt                             | 36 év     |                                                                                                 |
| Vitathatatlan utódlás (1751-1792) |                                                                  |                                                                         |             |                                                     |                                                      |           |                                                                                                 |
| | Bourbon Lajos Ferdinánd, Franciaország dauphinje                 | fia                                                                     | XV. Lajos   | 4 szeptember 1729 saját születése                   | 20 december 1765 meghalt                             | 36 év     | Louis de France, duc de Bourgogne a fia (1751-1761)                                             |
| Bourbon Lajos Ágost, duc de Berry a fia (1761-1765) | Bourbon Lajos Ferdinánd, Franciaország dauphinje                 | fia                                                                     | XV. Lajos   | 4 szeptember 1729 saját születése                   | 20 december 1765 meghalt                             | 36 év     |                                                                                                 |
| | Lajos, Berry hercege, Franciaország dauphinje későbbi XVI. Lajos | az unokaja                                                              | XV. Lajos   | 20 december 1765 a apja halála                      | 10 május 1774 uralkodó lett                          | 8 év      | Bourbon Lajos, comte de Provence a fivere                                                       |
| | Bourbon Lajos, comte de Provence későbbi XVIII. Lajos            | öccse                                                                   | XVI. Lajos  | 10 május 1774 a bátyja uralkodó lett                | 22 október 1781 a dauphin születése, az unokaöccse   | 7 év      | Károly Artois grófja a fivere                                                                   |
| | Lajos József                                                     | fia                                                                     | XVI. Lajos  | 22 október 1781 sajat születése                     | 4 június 1789 meghalt                                | 7 év      | Bourbon Lajos, comte de Provence a nagybatyja (1781-1785)                                       |
| Lajos Károly, Normandie hercege a fivere (1785-1789) | Lajos József                                                     | fia                                                                     | XVI. Lajos  | 22 október 1781 sajat születése                     | 4 június 1789 meghalt                                | 7 év      |                                                                                                 |
| | Lajos Károly, Franciaország dauphinje dit Louis XVII             | fia                                                                     | XVI. Lajos  | 4 június 1789 a bátyja halála aîné                  | 21 szeptember 1792 kihirdették az Első Köztársaságot | 3 év      | Bourbon Lajos, comte de Provencea nagybatyja                                                    |

### Bonaparte-ház (Első Francia Császárság)
| Héritier                                      | Héritier                                           | A rokoni viszony a császárhoz | Empereur    | Kezdet                                   | Befejezés                                   | Időtartam | A korona várományosai, a trónöröklés rendjében a második helyen rokoni viszony a örököshöz, idő |
| Kép                                           | Név                                                | A rokoni viszony a császárhoz | Empereur    | Kezdet                                   | Befejezés                                   | Időtartam | A korona várományosai, a trónöröklés rendjében a második helyen rokoni viszony a örököshöz, idő |
| --------------------------------------------- | -------------------------------------------------- | ----------------------------- | ----------- | ---------------------------------------- | ------------------------------------------- | --------- | ----------------------------------------------------------------------------------------------- |
|                                               | Napoléon Louis Charles Bonaparte                   | neveu                         | I. Napóleon | 18 május 1804 a nagybatyja uralkodó lett | 5 május 1807 meghalt                        | 3 év      | Napoléon-Louis Bonaparte a fivere                                                               |
|                                               | Napoléon-Louis Bonaparte                           | neveu                         | I. Napóleon | 5 május 1807 a bátyja halála             | 20 március 1811 született a császári herceg | 4 év      | Joseph Bonaparte a nagybatyja (1807-1808)                                                       |
| Louis-Napoléon Bonaparte a fivere (1808-1811) | Napoléon-Louis Bonaparte                           | neveu                         | I. Napóleon | 5 május 1807 a bátyja halála             | 20 március 1811 született a császári herceg | 4 év      |                                                                                                 |
|                                               | Napóleon Bonaparte, rómájus király dit Napoléon II | fia                           | I. Napóleon | 20 március 1811 sajat születése          | 6 április 1814 apja lemondása               | 3 év      | Joseph Bonaparte a nagybatyja                                                                   |

### Bourbon-ház (helyreállítás)
| Héritier | Héritier                              | A rokoni viszony a királyhoz | Roi          | Kezdet                                | Befejezés                                  | Időtartam | A korona várományosai, a trónöröklés rendjében a második helyen rokoni viszony a örököshöz, idő |
| Kép      | Név                                   | A rokoni viszony a királyhoz | Roi          | Kezdet                                | Befejezés                                  | Időtartam | A korona várományosai, a trónöröklés rendjében a második helyen rokoni viszony a örököshöz, idő |
| -------- | ------------------------------------- | ---------------------------- | ------------ | ------------------------------------- | ------------------------------------------ | --------- | ----------------------------------------------------------------------------------------------- |
|          | Károly Artois grófja későbbi Károly X | öccse                        | XVIII. Lajos | 6 április 1814 a bátyja uralkodó lett | 20 március 1815 a bátyá újra uralkodó lett | egy év    | Lajos Antal , Artois grófja, Angoulême hercege a fia                                            |

### Bonaparte-ház (Első Francia Császárság visszaállítása)
| Héritier | Héritier                                           | A rokoni viszony a császárhoz | Empereur    | Kezdet                                     | Befejezés                     | Időtartam | A korona várományosai, a trónöröklés rendjében a második helyen rokoni viszony a örököshöz, idő |
| Kép      | Név                                                | A rokoni viszony a császárhoz | Empereur    | Kezdet                                     | Befejezés                     | Időtartam | A korona várományosai, a trónöröklés rendjében a második helyen rokoni viszony a örököshöz, idő |
| -------- | -------------------------------------------------- | ----------------------------- | ----------- | ------------------------------------------ | ----------------------------- | --------- | ----------------------------------------------------------------------------------------------- |
|          | Napóleon Bonaparte, rómájus király dit Napoléon II | fia                           | I. Napóleon | 20 március 1815 az apja újra uralkodó lett | 22 június 1815 apja lemondása | 3 hónap   | Joseph Bonaparte a nagybatyja                                                                   |

### Bonaparte-ház (második helyreállítás)
| Héritier | Héritier                                                                              | A rokoni viszony a királyhoz | Roi          | Kezdet                                   | Befejezés                        | Időtartam | A korona várományosai, a trónöröklés rendjében a második helyen rokoni viszony a örököshöz, idő |
| Kép      | Név                                                                                   | A rokoni viszony a királyhoz | Roi          | Kezdet                                   | Befejezés                        | Időtartam | A korona várományosai, a trónöröklés rendjében a második helyen rokoni viszony a örököshöz, idő |
| -------- | ------------------------------------------------------------------------------------- | ---------------------------- | ------------ | ---------------------------------------- | -------------------------------- | --------- | ----------------------------------------------------------------------------------------------- |
|          | Károly Artois grófja későbbi Károly X                                                 | öccse                        | XVIII. Lajos | 8 július 1815 restaurálásde a fivere     | 16 szeptember 1824 uralkodó lett | 9 év      | Lajos Antal , Artois grófja, Angoulême hercege a fia                                            |
|          | Lajos Antal , Artois grófja, Angoulême hercege, Franciaország dauphinje dit Louis XIX | fia                          | X. Károly    | 16 szeptember 1824 az apja uralkodó lett | 2 augusztus 1830 apja lemondása  | 5 év      | Henri d'Artois, duc de Bordeaux az unokaöccse                                                   |

#### Orléans-ház
| Héritier                                                 | Héritier                                                     | A rokoni viszony a királyhoz | Roi                           | Kezdet                                 | Befejezés                                            | Időtartam   | A korona várományosai, a trónöröklés rendjében a második helyen rokoni viszony a örököshöz, idő |
| Kép                                                      | Név                                                          | A rokoni viszony a királyhoz | Roi                           | Kezdet                                 | Befejezés                                            | Időtartam   | A korona várományosai, a trónöröklés rendjében a második helyen rokoni viszony a örököshöz, idő |
| -------------------------------------------------------- | ------------------------------------------------------------ | ---------------------------- | ----------------------------- | -------------------------------------- | ---------------------------------------------------- | ----------- | ----------------------------------------------------------------------------------------------- |
|                                                          | Ferdinánd Fülöp orléans-i herceg                             | fia                          | I. Lajos Fülöp francia király | 9 augusztus 1830 az apja uralkodó lett | 13 július 1842 meghalt                               | 12 év       | Orléansi Lajos, Nemours hercege a fivere (1830-1838)                                            |
| Fülöp orléans-i herceg, comte de Paris a fia (1838-1842) | Ferdinánd Fülöp orléans-i herceg                             | fia                          | I. Lajos Fülöp francia király | 9 augusztus 1830 az apja uralkodó lett | 13 július 1842 meghalt                               | 12 év       |                                                                                                 |
|                                                          | Fülöp orléans-i herceg, comte de Paris dit Louis-Philippe II | az unokaja                   | I. Lajos Fülöp francia király | 13 július 1842 a apja halála           | 24 február 1848 kihirdették az Masodik Köztársaságot | 5 és fél év | Robert d’Orléans, Chartres hercege a fivere                                                     |

### Bonaparte-ház (Második Francia Császárság)
| Héritier                                                          | Héritier                                                  | A rokoni viszony a császárhoz | Empereur      | Kezdet                                  | Befejezés                                               | Időtartam | A korona várományosai, a trónöröklés rendjében a második helyen rokoni viszony a örököshöz, idő |
| Kép                                                               | Név                                                       | A rokoni viszony a császárhoz | Empereur      | Kezdet                                  | Befejezés                                               | Időtartam | A korona várományosai, a trónöröklés rendjében a második helyen rokoni viszony a örököshöz, idő |
| ----------------------------------------------------------------- | --------------------------------------------------------- | ----------------------------- | ------------- | --------------------------------------- | ------------------------------------------------------- | --------- | ----------------------------------------------------------------------------------------------- |
|                                                                   | Jérôme Bonaparte, prince de Montfort                      | nagybátya                     | III. Napóleon | 2 december 1852 az unokaöccse születése | 16 március 1856 született a császári herceg             | 3 év      | Napoléon Joseph Charles Paul Bonaparte a fia                                                    |
|                                                                   | Louis-Napoléon Bonaparte, császári herceg dit Napoléon IV | fia                           | III. Napóleon | 16 március 1856 sajat születése         | 4 szeptember 1870 kihirdették az Harmadik Köztársaságot | 14 év     | Jérôme Bonaparte, prince de Montfort a masodfogú nagybátya (1856-1860)                          |
| Jérôme Bonaparte, prince de Montfort az unokatestvére (1860-1870) | Louis-Napoléon Bonaparte, császári herceg dit Napoléon IV | fia                           | III. Napóleon | 16 március 1856 sajat születése         | 4 szeptember 1870 kihirdették az Harmadik Köztársaságot | 14 év     |                                                                                                 |

## Az örökösök listája időtartam szerint
Azon hercegek listája, akik több mint húsz éve Franciaország trónára vártak, időtartamuk szerint. Öt közülük király lett: VI. Lajos, VIII. Lajos, X. Lajos, II. János és XI. Lajos.
- 49 év, le Grand Dauphin, XIV. Lajos fia
- 38 év, le dauphin Louis (későbbi XI. Lajos), VII. Károly fia
- 36 év, le dauphin Louis, XV. Lajos fia
- 36 év, Louis (későbbi Lajos VIII), II. Fülöp fia
- 28 év, Henrik Reims hercegérseke, VII. Lajos öccse
- 27 év, Louis (későbbi Lajos VI), fI. Fülöp fia
- 26 év, Gaston orléans-i herceg, XIII. Lajos öccse
- 25 év, Louis (későbbi X. Lajos), IV. Fülöp fia
- 22 év, Jean (későbbi II. János), VI. Fülöp fia
- 21 év, I. Róbert burgundi herceg, I. Henrik öccse

## Kapcsolódó szócikk
- Dauphin
- Franciaország uralkodóinak listája
- Francia királyok családfája

## Fordítás
- Ez a szócikk részben vagy egészben  a   Liste des héritiers du trône de France című francia Wikipédia-szócikk fordításán alapul.  Az eredeti cikk szerkesztőit annak laptörténete sorolja fel. Ez a jelzés csupán a megfogalmazás eredetét és a szerzői jogokat jelzi, nem szolgál a cikkben szereplő információk forrásmegjelöléseként.